# 弗蘭斯·波斯特
弗蘭斯·波斯特（Frans Post、1612年6月1日—1680年2月17日）是一位荷蘭黃金時代的畫家。他是第一位在荷屬巴西時期及之後描繪美洲風景的歐洲藝術家 。1636年，他應總督拿騷-錫根的約翰·毛里茨的邀請，前往南美洲東北部的荷屬巴西。他的作品在荷蘭、歐洲和巴西被廣泛收藏，這些作品展現了荷蘭殖民統治的理想化景象。